# Rushia brevicollis
Rushia brevicollis là một loài bọ cánh cứng trong họ Melandryidae. Loài này được Fall & Cockerell miêu tả khoa học năm 1907.